# Comuna Alava, Ștefan Vodă
Comuna Alava este o comună din raionul Ștefan Vodă, Republica Moldova. Este formată din satele Alava (sat-reședință) și Lazo.

## Geografie
Distanța directă pîna în or. Ștefan Vodă este de 11 km. Distanța directă pîna în or. Chișinău este de 93 km. 

## Demografie
Conform datelor recensământului din 2014, populația la nivelul comunei Alava constituia 420 de oameni, dintre care 48.8% - bărbați și 51.2% - femei.În comuna Alava au fost înregistrate 155 de gospodării casnice în anul 2014.
La recensământul din 2004 populația la nivelul comunei Alava constituia 495 de oameni, dintre care 50,10% - bărbați și 49,90% - femei. Compoziția etnică a populației comunei: 57,37% - moldoveni, 29,49% - ucraineni, 11,52% - ruși, 1,01% - găgăuzi, 0,61% - alte etnii. În comuna Alava au fost înregistrate 161 de gospodării casnice în anul 2004, iar mărimea medie a unei gospodării era de 3,1 persoane.

## Administrație și politică
Componența Consiliului local Alava (9 consilieri), ales la 5 noiembrie 2023, este următoarea:
|  | Partid                                      | Consilieri | Componență | Componență | Componență | Componență | Componență |
|  | ------------------------------------------- | ---------- | ---------- | ---------- | ---------- | ---------- | ---------- |
|  | Candidat independent SEMION CIUMACENCO      | 1          |            |            |            |            |            |
|  | Partidul Comuniștilor din Republica Moldova | 5          |            |            |            |            |            |
|  | Partidul „Renaștere”                        | 2          |            |            |            |            |            |
|  | Partidul Liberal Democrat din Moldova       | 1          |            |            |            |            |            |